# مریم‌گلی مصری
مریم‌گلی مصری (نام علمی: Salvia aegyptiaca) نام یک گونه از سرده مریم‌گلی است.